# Moth into Flame
Moth into Flame è un singolo del gruppo musicale statunitense Metallica, pubblicato il 26 settembre 2016 come secondo estratto dal decimo album in studio Hardwired... to Self-Destruct.

## Promozione
Una breve anteprima del brano è stata trasmessa per la prima volta dai Metallica stessi all'interno del trailer ufficiale dell'album, da loro diffuso il 20 agosto 2016 attraverso il proprio canale YouTube. Il 27 settembre il brano è stato eseguito per la prima volta dal vivo in occasione di un concerto riservato ai membri del fan club del gruppo e tenuto alla Webster Hall di New York, mentre due giorni più tardi è stato eseguito presso il talk show statunitense The Tonight Show condotto da Jimmy Fallon.
In occasione dei Grammy Awards 2017 il gruppo ha eseguito il brano in duetto con la cantante statunitense Lady Gaga.

## Video musicale
Il video, diretto da Tom Kirk (noto per la sua collaborazione con i Muse), è stato reso disponibile in concomitanza con il lancio del singolo attraverso il canale YouTube del gruppo e mostra scene di questi ultimi eseguire il brano all'interno di una stanza illuminata da varie lampadine ondeggianti con altre in cui numerose falene volano attorno a un vecchio televisore.

## Tracce
Testi e musiche di James Hetfield e Lars Ulrich.
1. Moth into Flame – 5:50

## Formazione
Gruppo
- James Hetfield – chitarra, voce
- Lars Ulrich – batteria
- Kirk Hammett – chitarra
- Robert Trujillo – basso

Produzione
- Greg Fidelman – produzione, registrazione, missaggio
- James Hetfield – produzione
- Lars Ulrich – produzione
- Mike Gillies – registrazione aggiuntiva
- Sara Lyn Killion – registrazione aggiuntiva, assistenza tecnica
- Dan Monti – editing digitale
- Jim Monti – editing digitale
- Jason Gossman – editing digitale
- Kent Matcke – assistenza tecnica
- Dave Collins – mastering

## Classifiche
| Classifica (2016)                | Posizione massima |
| -------------------------------- | ----------------- |
| Canada (digital)                 | 43                |
| Francia                          | 200               |
| Stati Uniti (mainstream rock)    | 5                 |
| Stati Uniti (rock & alternative) | 15                |
| Svezia                           | 91                |

## Versione diS&M2
Il 5 agosto 2020 il gruppo ha reso disponibile in streaming e per il download digitale una versione dal vivo di Moth into Flame eseguita con la San Francisco Symphony, pubblicandola come terzo singolo estratto dall'album dal vivo S&M2.

### Tracce
1. Moth into Flame (Live) – 6:17

### Formazione
Metallica
- James Hetfield – chitarra, voce
- Lars Ulrich – batteria
- Kirk Hammett – chitarra
- Robert Trujillo – basso

San Francisco Symphony
- Edwin Outwater – direzione
- Michael Tilson Thomas – concettualizzazione aggiuntiva
- Bruce Coughlin – arrangiamento
- Michael Kamen – arrangiamento
- Nadya Tichman – primo violino
- Jeremy Constant – primo violino
- Mariko Smiley – primo violino
- Melissa Kleinbart – primo violino
- Sarn Oliver – primo violino
- Naomi Kazama Hull – primo violino
- Victor Romasevich – primo violino
- Yun Chu – primo violino
- Yukiko Kurakata – primo violino
- Katie Kadarauch – primo violino
- Jessie Fellows – secondo violino
- Polina Sedukh – secondo violino
- David Chernyavsky – secondo violino
- Raushan Akhmedyarova – secondo violino
- Chen Zhao – secondo violino
- Adam Smyla – secondo violino
- Sarah Knutson – secondo violino
- Yuna Lee – secondo violino
- Yun Jie Liu – viola
- John Schoening – viola
- Christian King – viola
- Gina Cooper – viola
- David Gaudry – viola
- Matthew Young – viola
- David Kim – viola
- Nanci Severance – viola
- Amos Yang – violoncello
- Margaret Tait – violoncello
- Jill Rachuy Brindel – violoncello
- Stephen Tramontozzi – violoncello
- Shu-Yi Pai – violoncello
- Richard Andaya – violoncello
- Miriam Perkoff – violoncello
- Adelle-Akiko Kearns – violoncello
- Scott Pingel – contrabbasso
- Daniel G. Smith – contrabbasso
- S. Mark Wright – contrabbasso
- Charles Chandler – contrabbasso
- Chris Gilbert – contrabbasso
- William Ritchen – contrabbasso
- Robin McKee – flauto
- Linda Lukas – flauto
- Catherine Payne – flauto
- James Button – oboe
- Pamela Smith – oboe
- Russ deLuna – oboe
- Luis Baez – clarinetto
- David Neuman – clarinetto
- Jerome Simas – clarinetto
- Stepehn Paulson – fagotto
- Rob Wer – fagotto
- Steven Braunstein – fagotto
- Robert Ward – corno
- Jonathan Ring – corno
- Bruce Roberts – corno
- Daniel Hawkins – corno
- Chris Cooper – corno
- Joshua Paulus – corno
- Jeff Garza – corno
- Aaron Schuman – tromba
- Joseph Brown – tromba
- Robert Giambruno – tromba
- John Freeman – tromba
- Timothy Higgins – trombone
- Nick Platoff – trombone
- John Engelkes – trombone
- Jeff Budin – trombone
- Jeffrey Anderson – tuba
- Edwan Stephan – timpani
- Jacob Nissly – percussioni
- James Lee Wyatt III – percussioni
- Tom Hemphill – percussioni
- Robert Klieger – percussioni
- Douglas Rioth – arpa
- Marc Shapiro – tastiera

Produzione
- Greg Fidelman – produzione, missaggio
- James Hetfield – produzione
- Lars Ulrich – produzione
- John Harris – registrazione
- Jay Vicari – registrazione
- Brian Flanzbaum – registrazione
- Sara Lyn Killion – ingegneria del suono, montaggio
- Dan Monti – ingegneria del suono, montaggio
- Jim Monti – ingegneria del suono, montaggio
- Jason Gossman – ingegneria del suono, montaggio
- Kent Matcke – ingegneria del suono, montaggio
- Billy Joe Bowers – ingegneria del suono, montaggio
- Bob Ludwig – mastering